# Kedjebron
Kedjebron (ungerska: Lánchíd eller Széchenyi lánchíd), är en välkänd hängbro över Donau mellan Buda och Pest i nuvarande Budapest, Ungerns huvudstad. Det var den första permanenta bron över Donau och bron öppnades redan 1849. Bron förenade västra och östra sidan av dåvarande Buda och Pest, år 1873 förenades de två städerna och blev Budapest. Fram till 1873 fanns inte staden Budapest, det fanns bara Buda, Pest och Óbuda (Gamla Buda). På Budasidan ansluter bron till bergbanan som går upp till Budaslottet.

## Historik och utformning
Det var greve István Széchenyi som importerade tekniskt kunnande från Storbritannien, som var industriellt mer avancerat, och han var en av sin tids stora innovatörer och han stimulerade därmed Ungerns utveckling. Bron designades 1839 av den engelske ingenjören William Tierney Clark. Byggnadsarbetet leddes av en skotte, Adam Clark, som inte var släkt med den andre Clark, och som efter brobygget slog sig ner i Ungern. Adam Clark har fått ett torg uppkallat efter sig vid brofästet på Budasidan.
Kedjebron förbinder István Széchenyi-torget (Széchenyi István tér, tidigare Roosevelt tér), som utgör slutet av innerstaden, med Adam Clark-torget (Clark Ádám tér), tidigare Budai-hegység, Budas bergland, idag Budaslottsberget (Buda Vás hegy). Bron är byggd i neoklassisistisk stil och bron stöds av två triumfbågsstöd, genom vilka kedjorna i den 375 meter långa brokroppen sträcker sig, vilket alltså ger namnet kedjebron. Pylonen har en passningsbredd på 6,50 meter, järnkonstruktionens vikt är 2000 ton.

## Bilder

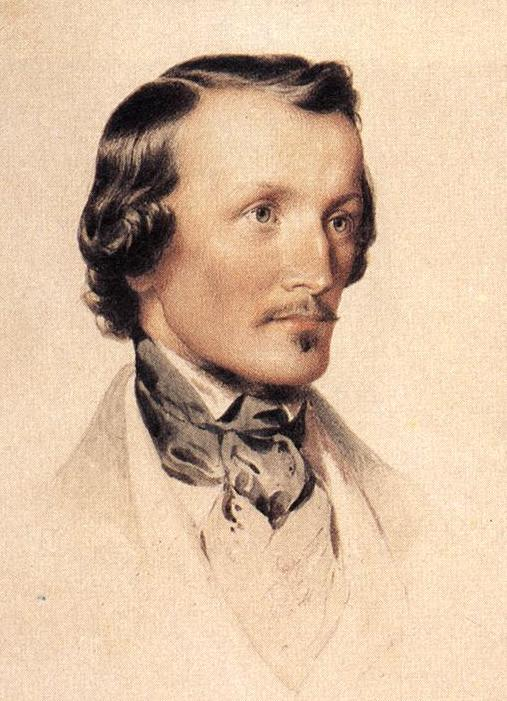
Porträtt av den skotske ingenjören Adam Clark av Miklós Barabás. Hans mest kända verk var Kedjebron över Donau i Budapest.
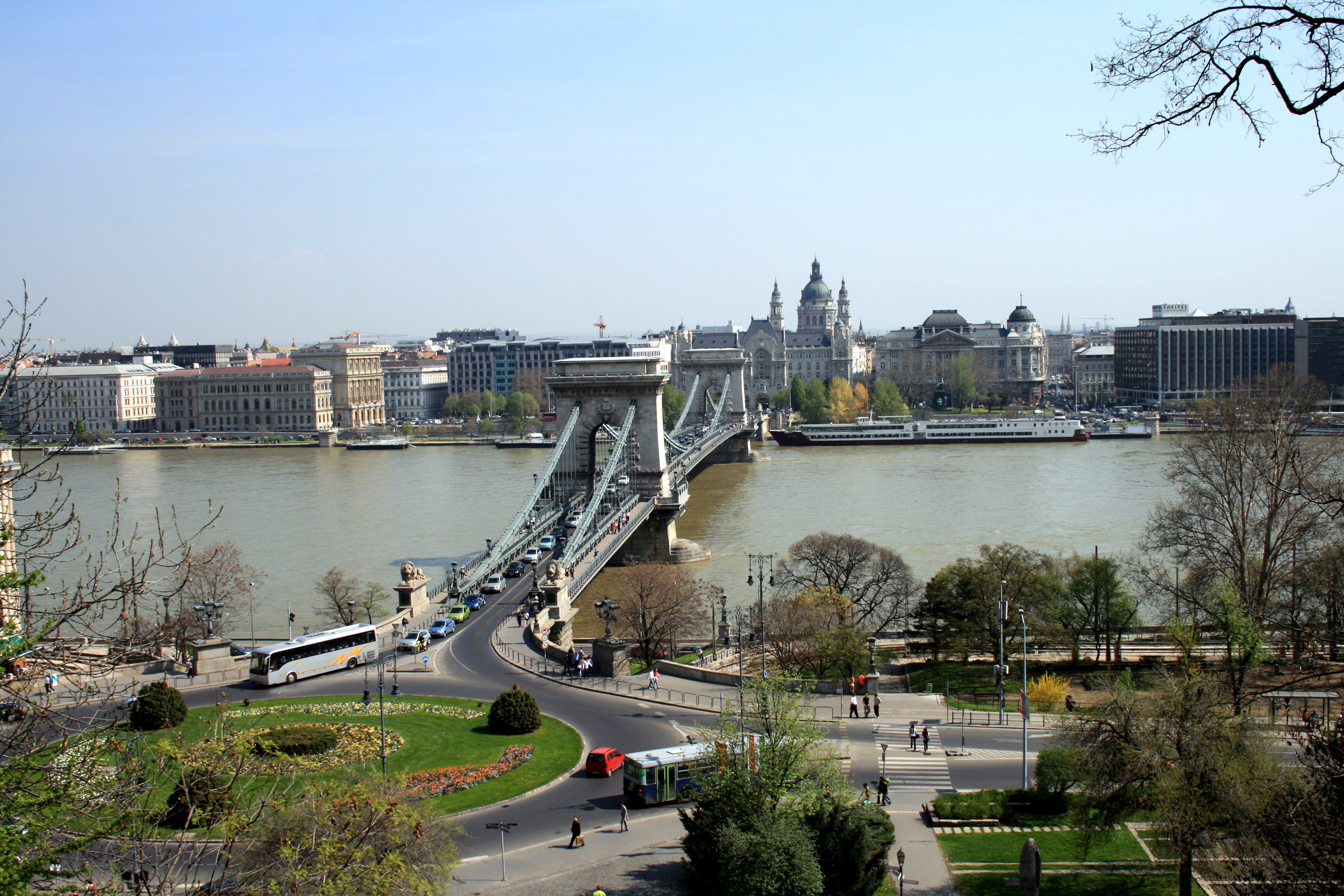
Kedjebron från Clark Ádám tér (Adam Clark-platsen).
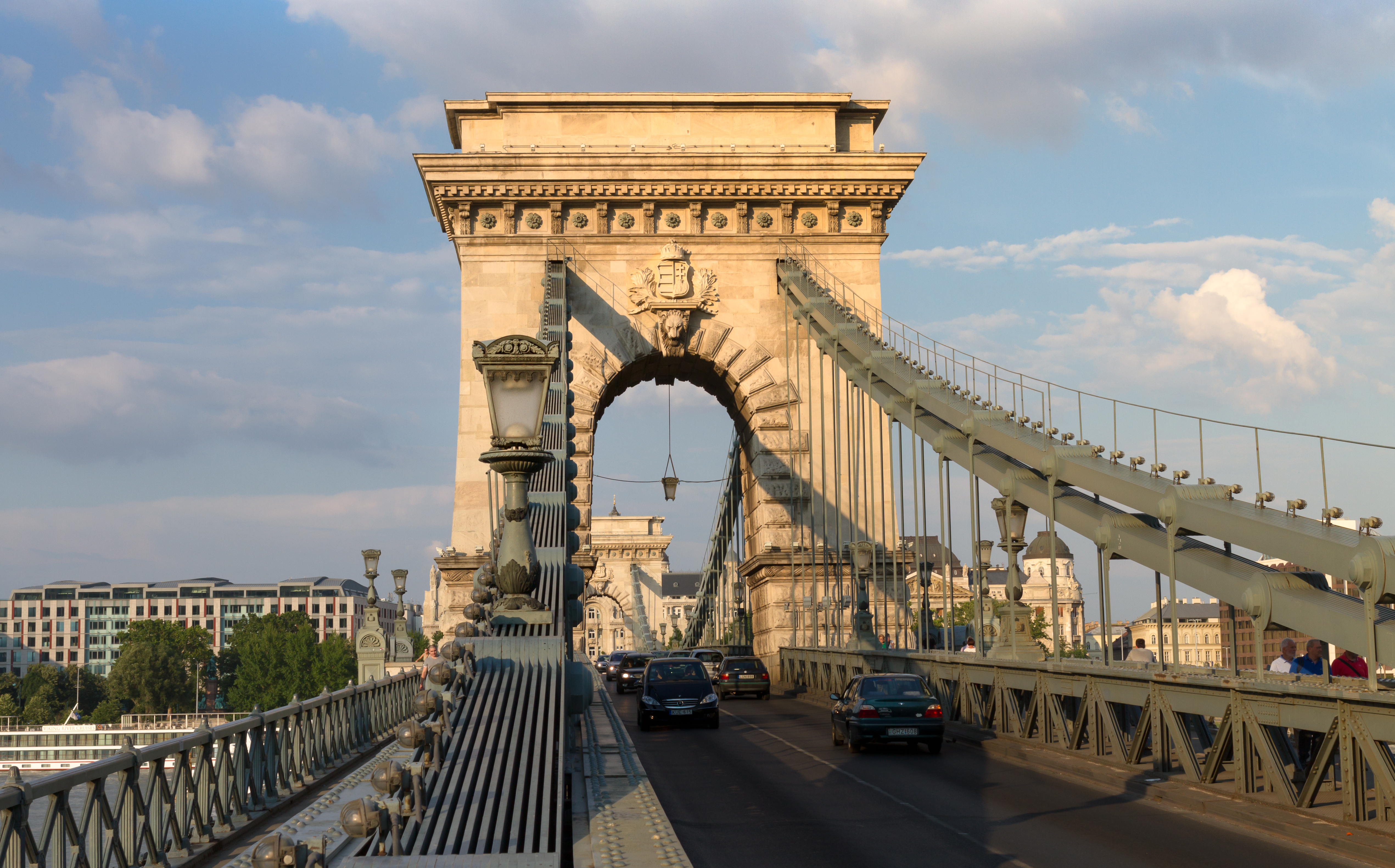
Kedjebron i juni 2013.
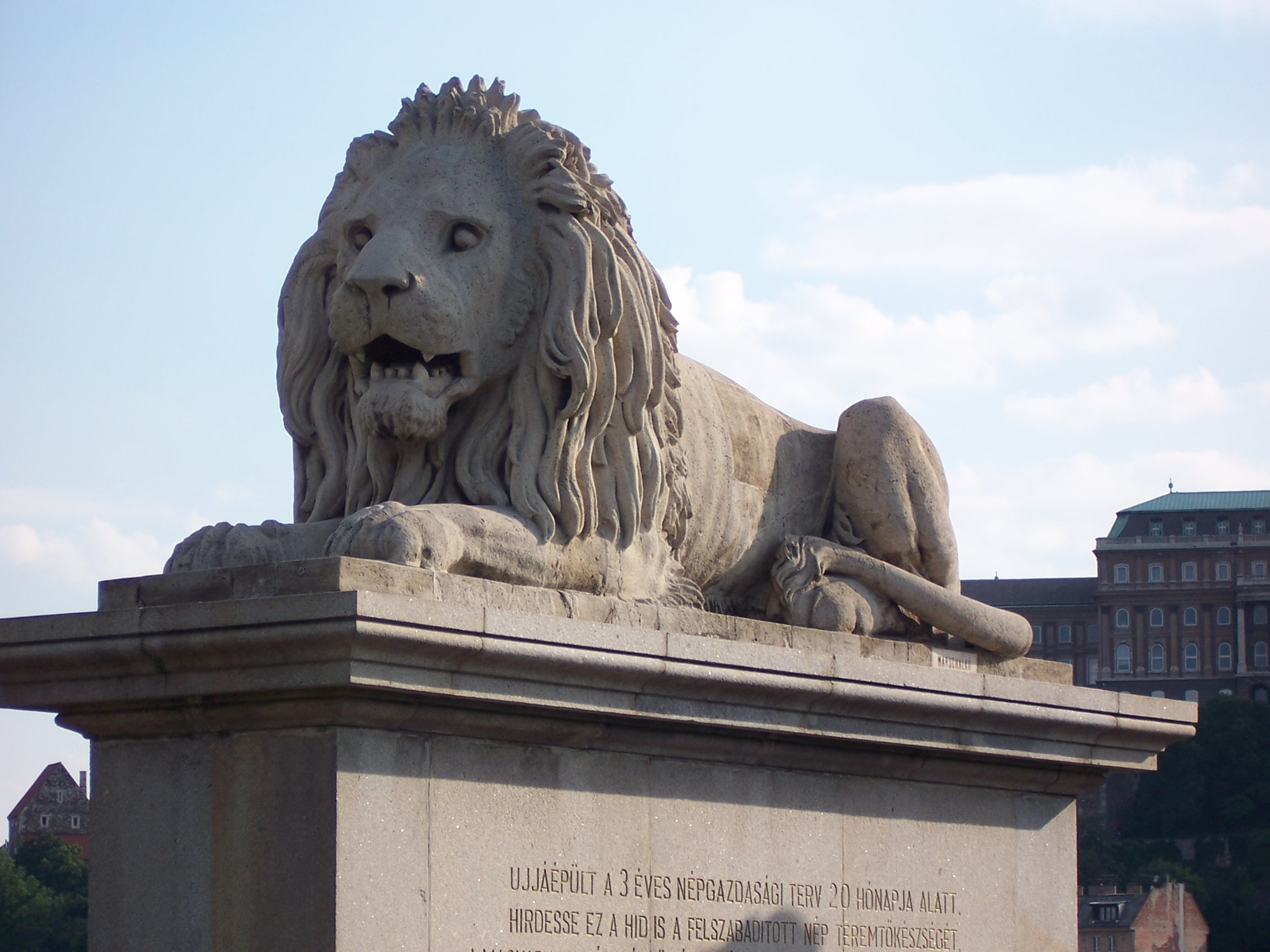
Ett av vaktlejonen.
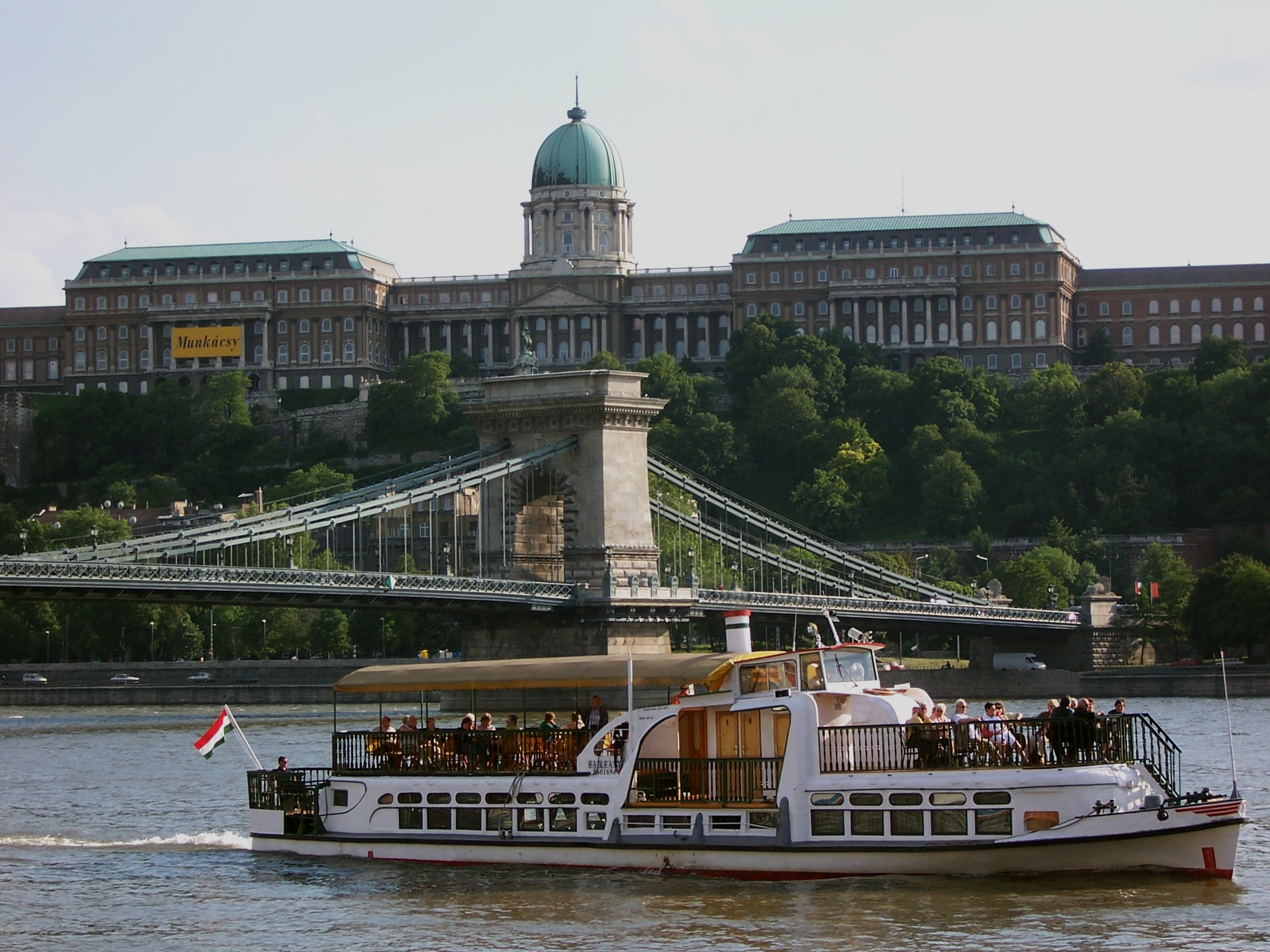
Kedjebron med Budaslottet i bakgrunden.
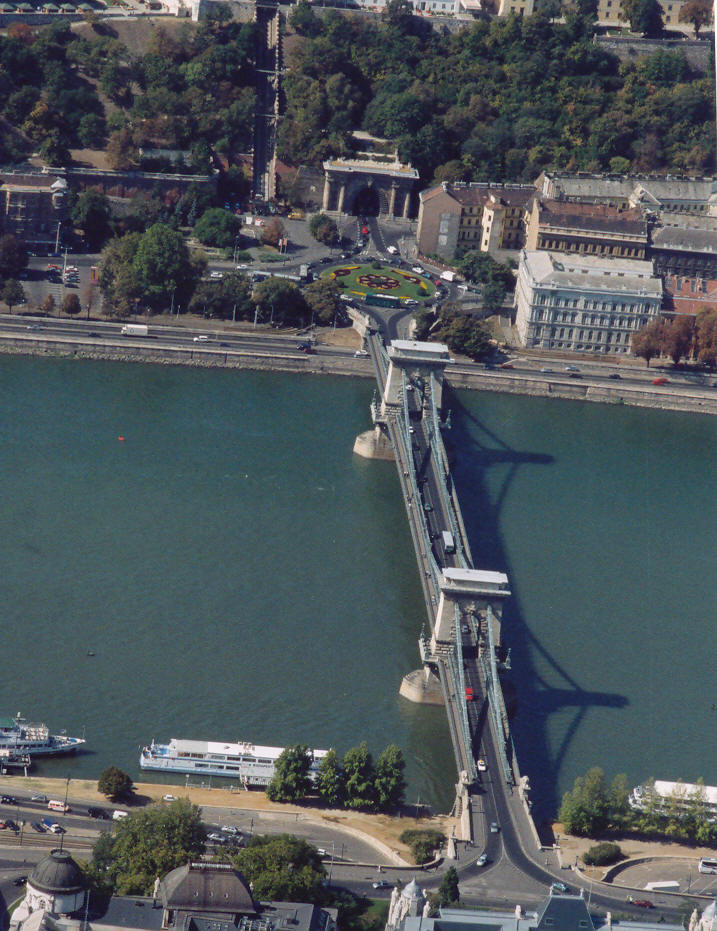
Flygvy över Kedjebron.
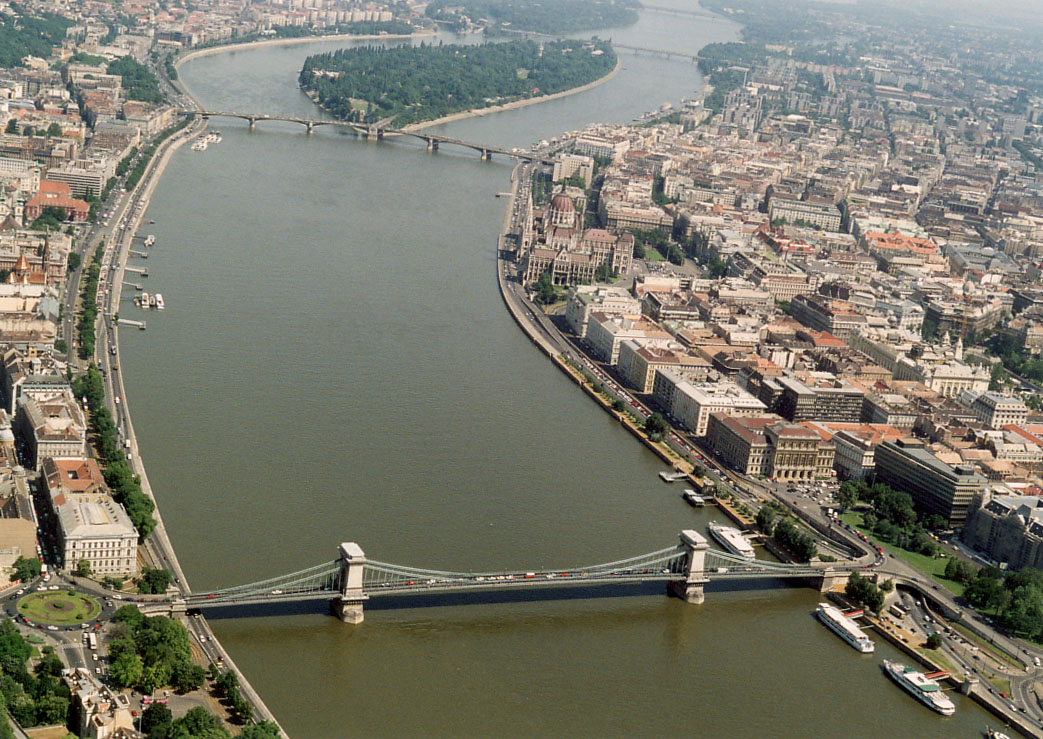
I bakgrunden syns Margareta-bron, Margit híd.
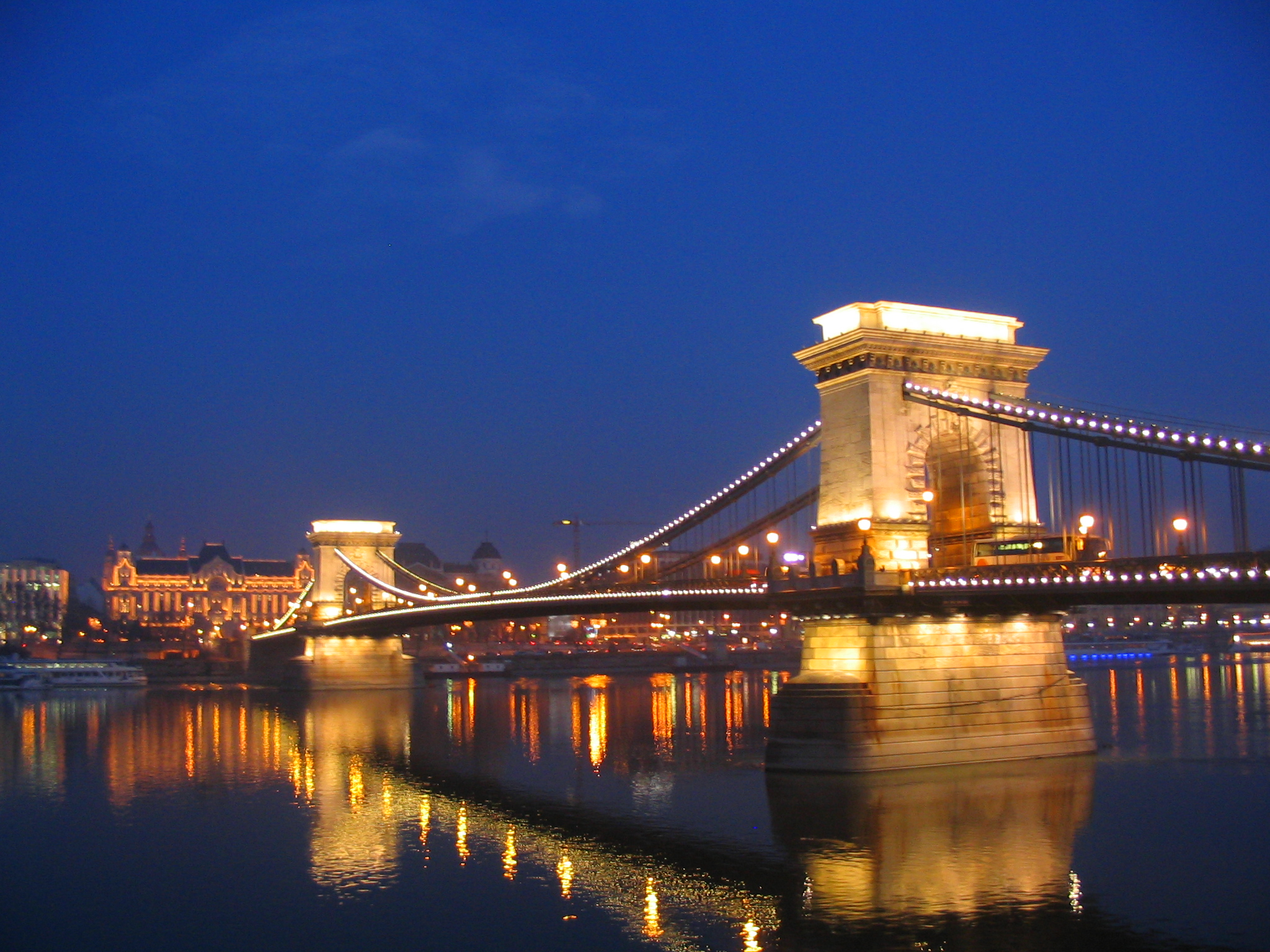
Kedjebron i blåbelysning.
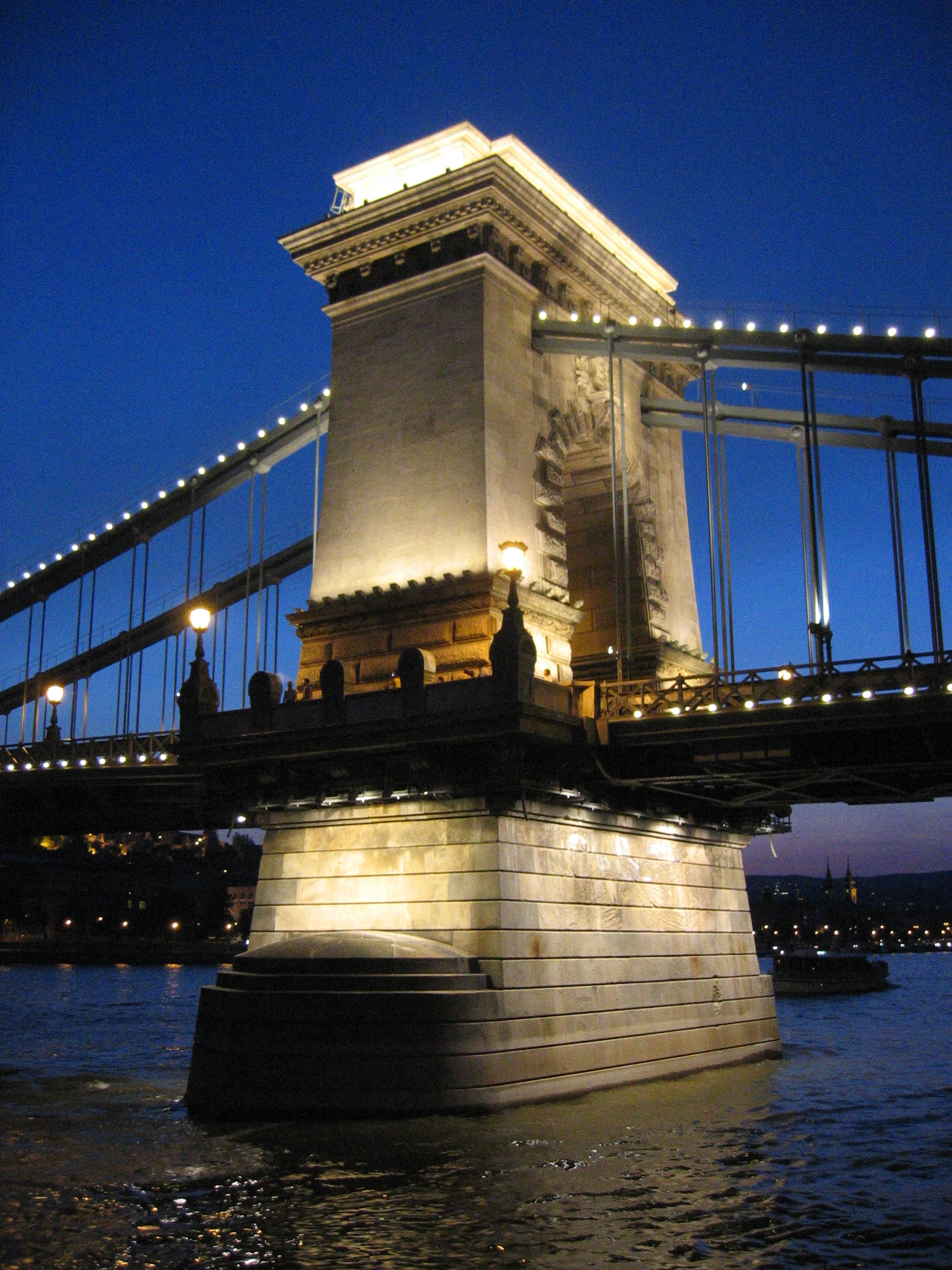
Belysta bärande pelare, pylon, på nattetid.
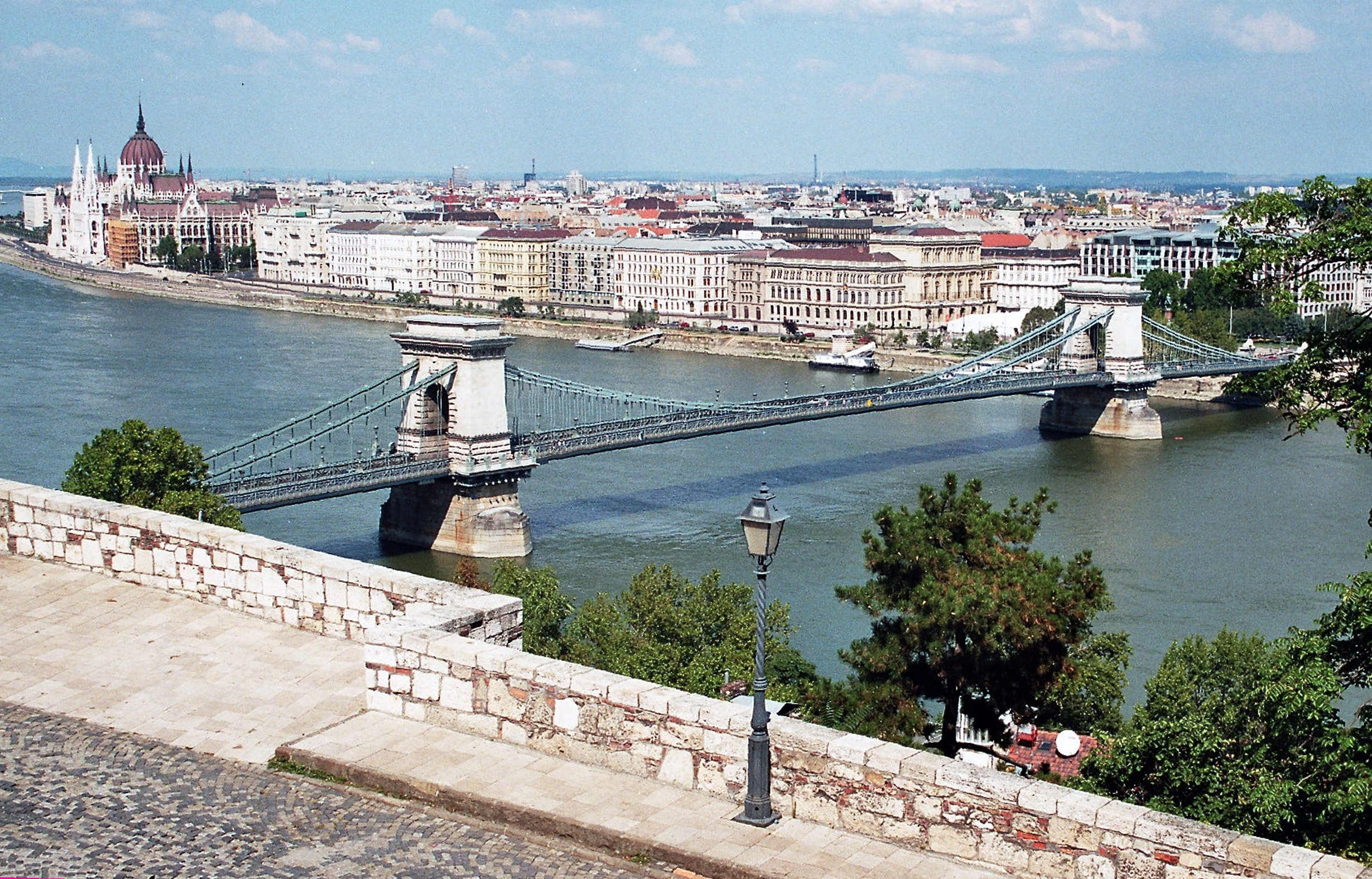
Kedjebron (Széchenyi Lánchíd).
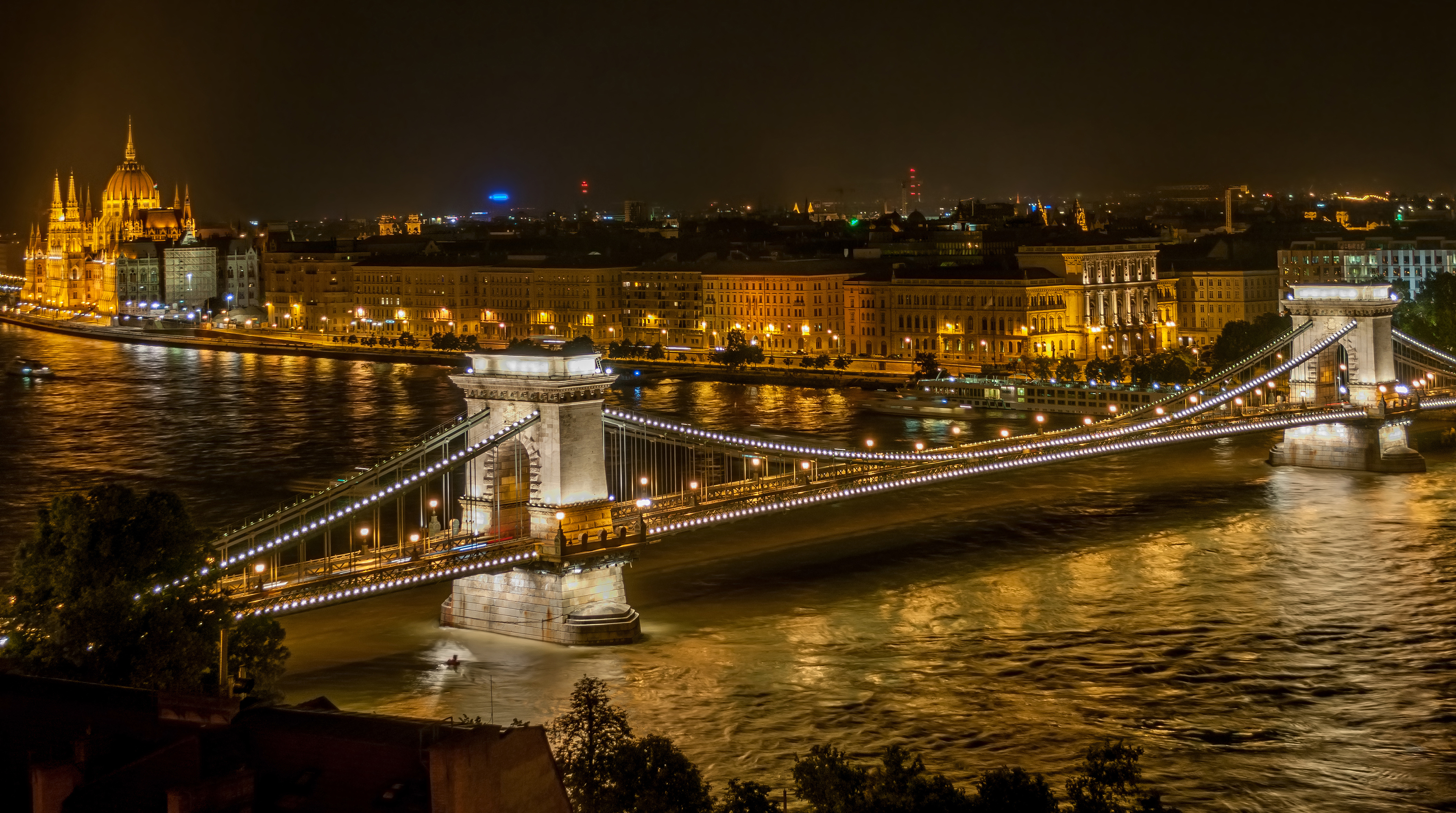
Kvällsbild med till vänster parlamentet och till höger Vetenskapsakademien.